# 日本バプテスト神学校
日本バプテスト神学校（にっぽんばぷてすとしんがっこう）とは旧制関東学院神学部の前身または関東学院大学神学部の後身にあたる学校である。

## 初代日本バプテスト神学校
初代日本バプテスト神学校は1910年に横浜バプテスト神学校（北部バプテスト）と福岡バプテスト神学校（南部バプテスト）の南北統合により成立した。1919年に東京学院跡地に移転し旧制東京学院神学部となった。なお東京学院は関東大震災で甚大な被害を受け横浜に移転し旧制関東学院神学部となった。しかし、1930年代に入ると神学部の維持が難しくなり、1937年に全学生を青山学院神学部に委託することとなった。

## 2代目日本バプテスト神学校
1940年、日本バプテスト東部組合と日本バプテスト西部組合の合同により日本バプテスト基督教団が発足し、東京の田園調布に合同神学校としての日本バプテスト神学校が設立された（校長は千葉勇五郎）。しかし、この神学校も3年後に日本東部神学校への合同を余儀なくされて廃校となった。

## 3代目日本バプテスト神学校
1973年、学園紛争のため廃止した関東学院大学神学部の牧師養成機能を「宣教研修所」に移した。1982年には関東学院大学旧神学館を借りながら牧師養成にあたった。担当科目は主に近隣の牧師や関東学院大の教授などが担当した。1997年に横浜市戸塚区に校舎が完成し、「日本バプテスト神学校」に名を改め現在に至る。